# Nekrolog 2. Quartal 1903
Nekrolog
◄◄
| ◄
| 1899
| 1900
| 1901
| 1902
| 1903 | 1904 | 1905 | 1906 | 1907 | ► | ►►
1. Quartal |
2. Quartal |
3. Quartal |
4. Quartal 1903
Weitere Ereignisse | Allgemeiner Nekrolog 1903
Die Beschreibung der verstorbenen Person sollte so kurz wie möglich gehalten sein und nur deren signifikante Tätigkeit(en) enthalten.
Neue Namen ggf. auch unter dem Geburts- und Sterbedatum, also etwa unter 1. Januar und im Geburts- und Sterbejahr (2024) eintragen (nur bei entsprechender großer Wichtigkeit). Für Beispiele siehe die schon vorhandenen Artikel.
Außerdem über die fünf zuletzt Verstorbenen, zu denen es einen ausreichend guten Artikel für eine Präsentation auf der Hauptseite gibt, nach der todesbedingten Überarbeitung der Artikel ggf. auch unter Wikipedia Diskussion:Hauptseite informieren und sie am besten auch in den anderen Wikipedia-Sprachversionen eintragen. Tipp: Regelmäßig bei news.google.de nach „ist tot“, „gestorben“ oder „verstorben“ suchen.
Wenn eine Person gestorben ist, gibt es viele Seiten zu dieser Person in der Wikipedia, die davon auch betroffen sind und entsprechend aktualisiert werden müssen. Beispiele: Namenübersichtsseite, Geburtsjahr, Geburtsort-Seiten und viele mehr.
Wie finde ich die betroffenen Seiten?
Im Suchfeld auf der linken Seite gibt man den Suchbegriff so ein: „Vorname Nachname“. Dann klickt man auf Volltext und alle Seiten mit entsprechendem Suchtext werden aufgerufen. Hier sieht man dann schnell, wo auch das Todesjahr Sinn macht oder sogar ein Teil des Artikels angepasst werden muss. Auch hilft das „Werkzeug“ auf der linken Seite sehr gut, um solche Seiten aufzufinden: „Links auf diese Seite“. Somit ist die Wikipedia wieder aktuell in allen Bereichen! Hinweis: bei Eintragung der Kategorie „Gestorben JAHR“ wird der Missbrauchsfilter 49 ausgelöst, was jedoch nicht schlimm ist. Siehe: Spezial:Missbrauchsfilter/49
Dies ist eine Liste von im zweiten Quartal 1903 verstorbenen bekannten Persönlichkeiten. Die Einträge erfolgen innerhalb der einzelnen Daten alphabetisch sortiert. Tiere sind im Nekrolog für Tiere zu finden.

## April
| Tag       | Name                                  | Beruf, bekannt als                                                     | Alter | Beleg |
| --------- | ------------------------------------- | ---------------------------------------------------------------------- | ----- | ----- |
| 1. April  | Carl Eggert                           | deutscher Kaufmann und Politiker, MdHB, MdR                            | 78    |       |
| 1. April  | Rudolf Friedrich Le Maistre           | deutscher Botschafter                                                  | 68    |       |
| 1. April  | Karl Oertel                           | deutscher Schieferbergbau-Unternehmer                                  | 77    |       |
| 4. April  | Margaret Ann Neve                     | ältester Mensch                                                        | 110   |       |
| 6. April  | Adolph Baumbach                       | Jurist, Reichstagsabgeordneter                                         | 77    |       |
| 7. April  | George Chapman                        | polnisch-britischer Giftmörder                                         | 37    |       |
| 8. April  | Ralph Plumb                           | US-amerikanischer Politiker                                            | 87    |       |
| 8. April  | Henry Van Brunt                       | US-amerikanischer Architekt                                            | 70    |       |
| 9. April  | Alexander Reinhold Bohnstedt          | deutscher Pädagoge und Botaniker                                       | 63    |       |
| 10. April | Andreas Allescher                     | deutscher Mykologe                                                     | 74    |       |
| 10. April | Heinrich Bellermann                   | deutscher Musikwissenschaftler und Komponist                           | 71    |       |
| 10. April | August Munckel                        | deutscher Jurist (DFP, FVp), MdR                                       | 66    |       |
| 10. April | Eusebio Oehl                          | italienischer Physiologe und Histologe                                 | 75    |       |
| 11. April | Gemma Galgani                         | italienische Heilige und Mystikerin                                    | 25    |       |
| 11. April | John S. Jones                         | US-amerikanischer Politiker                                            | 67    |       |
| 11. April | Thomas Ansell Marshall                | britischer Entomologe und Geistlicher                                  | 76    |       |
| 11. April | Gustav Meinecke                       | deutscher Publizist, Zeitschriftenherausgeber und Verleger             | 49    |       |
| 11. April | Anton Tausz                           | österreichischer Orgelbauer                                            |       |       |
| 12. April | Emil von Bülow                        | deutscher römisch-katholischer Geistlicher und Provinzial der Jesuiten | 85    |       |
| 12. April | Syrius Eberle                         | deutscher Bildhauer und Maler                                          | 58    |       |
| 13. April | Moritz Lazarus                        | deutscher Psychologe                                                   | 78    |       |
| 13. April | Abner Taylor                          | US-amerikanischer Politiker                                            | 74    |       |
| 13. April | Gustav Angelo Venth                   | deutscher Bildhauer                                                    | 54    |       |
| 13. April | Thomas Williams                       | US-amerikanischer Rechtsanwalt, Richter und Politiker                  | 77    |       |
| 13. April | Morgan Ringland Wise                  | US-amerikanischer Politiker                                            | 77    |       |
| 14. April | Carlos French                         | US-amerikanischer Politiker                                            | 67    |       |
| 14. April | Benoni S. Fuller                      | US-amerikanischer Politiker                                            | 77    |       |
| 14. April | Adolf von Kleinsorgen                 | deutscher Jurist und Politiker (Zentrum), MdR                          | 68    |       |
| 15. April | Gustav Gottheil                       | US-amerikanischer Reformrabbiner                                       | 75    |       |
| 16. April | Ida Stolz                             | österreichische Pianistin                                              | 61    |       |
| 17. April | Carl Böddinghaus                      | deutscher katholischer Priester und Publizist                          | 67    |       |
| 17. April | August Dederer                        | deutscher Architekt                                                    | 44    |       |
| 17. April | Addison S. McClure                    | US-amerikanischer Politiker (Republikanische Partei)                   | 63    |       |
| 17. April | Louis Frédéric Schützenberger         | französischer Genre-, Historien-, Porträt- und Aktmaler                | 77    |       |
| 18. April | Walter S. Gurnee                      | US-amerikanischer Politiker                                            | 90    |       |
| 18. April | Martin Vogler                         | Schweizer Politiker und Fabrikant                                      | 73    |       |
| 19. April | Felix Karrer                          | österreichischer Geologe und Petrograph                                | 78    |       |
| 19. April | Oliver Mowat                          | kanadischer Politiker                                                  | 82    |       |
| 19. April | Otto Taeglichsbeck                    | deutscher Berghauptmann und Politiker (NLP), MdR                       | 64    |       |
| 20. April | Anna Slach                            | Opernsängerin (Sopran)                                                 | 47    |       |
| 20. April | Gustav Veit                           | deutscher Gynäkologe und Geburtshelfer                                 | 78    |       |
| 21. April | Joseph Nieriker                       | Schweizer Grafiker                                                     | 74    |       |
| 22. April | Rochus Haas                           | österreichischer Bildhauer                                             | 65    |       |
| 22. April | Alexander Ramsey                      | US-amerikanischer Politiker                                            | 87    |       |
| 23. April | Karl Ackermann                        | deutscher Lehrer und Naturforscher                                     | 62    |       |
| 23. April | Hermann Gutschow                      | deutscher Sanitätsoffizier                                             | 59    |       |
| 23. April | Julius Siede                          | deutsch-australischer Komponist und Flötist                            | ≈78   |       |
| 23. April | Bogdan Pawlowitsch Willewalde         | russischer Maler und Pädagoge                                          |       |       |
| 24. April | Friedrich Pecht                       | deutscher Maler und Kunstschriftsteller                                | 88    |       |
| 25. April | Isaak Blum                            | deutscher Naturwissenschaftler                                         | 70    |       |
| 25. April | Johann Josef Kewer                    | deutscher Notar und Lyriker                                            | 92    |       |
| 25. April | Adolph von Leddihn                    | österreichischer General                                               | 72    |       |
| 25. April | John F. Oglevee                       | US-amerikanischer Jurist, Offizier und Politiker                       | 62    |       |
| 25. April | Wjatscheslaw Nikolajewitsch Tenischew | tatarisch-russischer Ingenieur, Unternehmer und Mäzen                  | 60    |       |
| 26. April | Robert von Keudell                    | deutscher Diplomat und Politiker, MdR                                  | 79    |       |
| 26. April | Malwida von Meysenbug                 | deutsche Schriftstellerin                                              | 86    |       |
| 26. April | Luther M. Strong                      | US-amerikanischer Politiker                                            | 64    |       |
| 27. April | Max Drude                             | deutscher Theaterschauspieler                                          | 58    |       |
| 27. April | Leonardo Fea                          | italienischer Entdeckungsreisender, Zoologe, Zeichner und Tiersammler  | 50    |       |
| 28. April | Josiah Willard Gibbs                  | amerikanischer Physiker                                                | 64    |       |
| 28. April | DeForest Richards                     | Gouverneur von Wyoming                                                 | 56    |       |
| 29. April | Augusto Carlos Teixeira de Aragão     | portugiesischer Militärarzt, Numismatiker, Antiquar und Historiker     | 79    |       |
| 29. April | Paul Belloni Du Chaillu               | französischer Anthropologe und Afrikaforscher                          | 67    |       |
| 29. April | Otto Grunert                          | deutscher Zahnarzt und Paläontologe                                    | 58    |       |
| 29. April | Ferenc Szárnovszky                    | ungarischer Bildhauer und Medailleur                                   | 39    |       |
| 30. April | François Crépin                       | belgischer Botaniker                                                   | 72    |       |
| 30. April | Karl Friedrich Schwanitz              | deutscher Richter und Gelehrter                                        | 80    |       |
| 30. April | Emily Stowe                           | kanadische Lehrerin, Ärztin, Frauenrechtlerin und Theosophin           | 71    |       |

## Mai
| Tag     | Name                               | Beruf, bekannt als | Alter | Beleg |
| ------- | ---------------------------------- | --- | ----- | ----- |
| 1. Mai  | Luigi Arditi                       | italienischer Musiker, Violinist, Komponist, Theaterkapellmeister                                                       | 80    |       |
| 1. Mai  | James Wells Champney               | US-amerikanischer Maler                                                                                                 | 59    |       |
| 1. Mai  | Max Westermaier                    | deutscher Botaniker | 50    |       |
| 2. Mai  | Heinrich Schurtz                   | deutscher Ethnologe und Historiker                                                                                      | 39    |       |
| 4. Mai  | Georgi Nikolow Deltschew           | Revolutionär | 31    |       |
| 4. Mai  | John Fletcher Hurst                | amerikanischer Bischof in der Methodist Episcopal Church und erster Kanzler der American University in Washington, D.C. | 68    |       |
| 5. Mai  | Orsamus Cole                       | US-amerikanischer Politiker                                                                                             | 83    |       |
| 5. Mai  | Augustus Maxwell                   | US-amerikanischer Jurist und Politiker                                                                                  | 82    |       |
| 5. Mai  | Wilhelm Steinhäuser                | deutscher Maler | 86    |       |
| 7. Mai  | Johann Michael Diepolder           | deutscher Beamter, Landtagsabgeordneter und Abgeordneter des Zollparlaments                                             | 83    |       |
| 7. Mai  | Émile Durand                       | französischer Komponist und Musikpädagoge                                                                               | 73    |       |
| 7. Mai  | Elisabeth Reuter                   | deutsche Malerin | 49    |       |
| 8. Mai  | Paul Gauguin                       | französischer Maler des Synthetismus, Wegbereiter des Expressionismus                                                   | 54    |       |
| 8. Mai  | Julie Krafft                       | Porträtmalerin | 82    |       |
| 8. Mai  | David Mills                        | Politiker der Liberalen Partei Kanadas                                                                                  | 72    |       |
| 8. Mai  | Fridolin Schuler                   | Schweizer Arzt | 71    |       |
| 9. Mai  | Ida Gebeschus                      | deutsche Musikschriftstellerin und Musikpädagogin                                                                       | 54    |       |
| 10. Mai | Salomon Hirschfelder               | deutscher Maler | 71    |       |
| 10. Mai | Julius August Lencer               | deutscher Komponist und Botaniker                                                                                       | 69    |       |
| 11. Mai | Arnold Bovet                       | Schweizer evangelischer Geistlicher, Pionier des Blauen Kreuzes                                                         | 60    |       |
| 11. Mai | Friedrich Herrmann                 | deutscher Gutsbesitzer und Abgeordneter                                                                                 | 79    |       |
| 12. Mai | Ephraim Leister Acker              | US-amerikanischer Politiker                                                                                             | 76    |       |
| 12. Mai | Hermann Meyerheim                  | deutscher Marine-, Veduten- und Architekturmaler                                                                        |       |       |
| 12. Mai | Eduard Nikolai von Middendorff     | deutsch-baltischer Gutsbesitzer und Politiker                                                                           | 62    |       |
| 12. Mai | Karl Oppel                         | deutscher Schriftsteller                                                                                                | 86    |       |
| 12. Mai | Hans Watzek                        | österreichischer Kunstfotograf                                                                                          | 54    |       |
| 13. Mai | Alexe Grahl                        | deutsche Amateurfotografin                                                                                              | 58    |       |
| 13. Mai | Apolinario Mabini                  | philippinischer Theoretiker, Nationalheld und Verfasser der ersten Verfassung                                           | 38    |       |
| 13. Mai | Skjøld Neckelmann                  | dänischer Architekt | 48    |       |
| 14. Mai | Johannes Holbek                    | dänischer Maler und Zeichner                                                                                            | 30    |       |
| 15. Mai | Paul Albert                        | deutscher Radrennfahrer                                                                                                 | 27    |       |
| 15. Mai | Eugen Lucius                       | deutscher Chemiker, Industrieller und Mäzen                                                                             | 69    |       |
| 15. Mai | Sophie Schloss                     | deutsche Sängerin (Alt)                                                                                                 | 80    |       |
| 15. Mai | Hermann Schultz                    | deutscher lutherischer Theologe, Hochschullehrer und Abt                                                                | 66    |       |
| 16. Mai | Leo Held                           | österreichischer Operettenkomponist und Kapellmeister                                                                   | 29    |       |
| 16. Mai | Friedrich Hermann Müller           | deutscher Bergwerks- und Fabrikbesitzer, Politiker (NLP), MdR                                                           | 76    |       |
| 16. Mai | Eduard Rappoldi                    | österreichischer Geiger und Komponist                                                                                   | 64    |       |
| 18. Mai | Karel Šebor                        | tschechischer Komponist                                                                                                 | 59    |       |
| 19. Mai | Wilhelm Grashoff                   | evangelischer Pfarrer                                                                                                   | 75    |       |
| 19. Mai | Jakob Heinrich von Hefner-Alteneck | deutscher Kunst- und Kulturhistoriker                                                                                   | 91    |       |
| 19. Mai | Clay Knobloch                      | US-amerikanischer Politiker                                                                                             | 63    |       |
| 19. Mai | Carl Snoilsky                      | schwedischer Dichter | 61    |       |
| 19. Mai | Tönnies Wellensiek                 | deutscher Zigarrenmacher und Unternehmer                                                                                | 82    |       |
| 20. Mai | Gertrude Guillaume-Schack          | deutsche Frauenrechtlerin, Schweizer Aktivistin der Internationalen Arbeiter-Assoziation                                | 57    |       |
| 20. Mai | Wilhelm Rimpau                     | deutscher Saatgutzüchter und Agrarwissenschaftler                                                                       | 60    |       |
| 20. Mai | Hendrina Stenmanns                 | Gründerin einer Ordenskongregation                                                                                      | 50    |       |
| 21. Mai | Robert von Bolschwing              | kurländischer Verwaltungsbeamter                                                                                        | 66    |       |
| 21. Mai | Alfred Briggs Irion                | US-amerikanischer Politiker                                                                                             | 70    |       |
| 22. Mai | Fujimura Misao                     | japanischer Selbstmörder und Autor eines Abschiedsgedichtes                                                             |       |       |
| 22. Mai | Theodor Reichmann                  | deutscher Opernsänger (Bariton)                                                                                         | 54    |       |
| 23. Mai | August Courth                      | deutscher Jurist und Parlamentarier                                                                                     | 77    |       |
| 23. Mai | Giuseppe Rigutini                  | italienischer Altphilologe, Italianist, Germanist und Lexikograf                                                        | 73    |       |
| 24. Mai | Georg Dieterichs                   | deutscher Finanzminister, Polizeidirektor, Kreishauptmann und Landrat                                                   | 76    |       |
| 24. Mai | Julius Lohmeyer                    | deutscher Schriftsteller                                                                                                | 67    |       |
| 24. Mai | Viktor von Loßberg                 | kurhessischer, später preußischer Offizier, zuletzt Generalmajor                                                        | 68    |       |
| 24. Mai | Marcel Renault                     | französischer Automobilkonstrukteur und -rennfahrer                                                                     | 31    |       |
| 24. Mai | Friedrich von Sandersleben         | sächsischer Generalmajor                                                                                                | 88    |       |
| 25. Mai | Karl von Blumenthal                | preußischer Generalmajor                                                                                                | 91    |       |
| 25. Mai | Karl von Lechler                   | Prälat und Generalsuperintendent von Ulm                                                                                | 82    |       |
| 25. Mai | Max O’Rell                         | französischer Autor | 56    |       |
| 25. Mai | John Seaton Robinson               | US-amerikanischer Politiker                                                                                             | 47    |       |
| 26. Mai | Alexander Calandrelli              | deutscher Bildhauer | 69    |       |
| 26. Mai | David Haussmann                    | deutscher Mediziner, Buchautor, Publizist                                                                               | 63    |       |
| 26. Mai | Susette La Flesche                 | US-amerikanische Reformerin, Autorin, Dozentin und Menschenrechtsaktivistin                                             |       |       |
| 27. Mai | Johannes Maria Assmann             | deutscher Bischof | 69    |       |
| 27. Mai | Anna Benfey                        | deutsche Schriftstellerin                                                                                               | 72    |       |
| 28. Mai | James La Fayette Evans             | US-amerikanischer Politiker                                                                                             | 78    |       |
| 28. Mai | Francis Tumblety                   | mutmaßlicher Serienmörder                                                                                               |       |       |
| 29. Mai | Alois Philipp Hellmann             | österreichischer Apotheker, Journalist und Schriftsteller                                                               | 62    |       |
| 29. Mai | Daniel H. Sumner                   | US-amerikanischer Politiker                                                                                             | 65    |       |
| 30. Mai | Harry Elkes                        | US-amerikanischer Radrennfahrer                                                                                         | 25    |       |
| 30. Mai | Oskar von Schwarzkopf              | Prälat und Generalsuperintendent von Schwäbisch Hall und Heilbronn sowie Oberhofprediger in Stuttgart                   | 64    |       |
| 30. Mai | Franz Joseph Zierer                | österreichischer Organist, Kirchenmusiker und Komponist                                                                 | 80    |       |
| 31. Mai | Karl von Belrupt-Tissac            | österreichischer Offizier und Landeshauptmann Vorarlbergs                                                               | 76    |       |
| 31. Mai | Michael Gitlbauer                  | österreichischer Altphilologe                                                                                           | 55    |       |
| 31. Mai | Clemens von Kahlden                | deutscher Pathologe | 44    |       |

## Juni
| Tag      | Name                              | Beruf, bekannt als                                                                                           | Alter | Beleg |
| -------- | --------------------------------- | --- | ----- | ----- |
| 1. Juni  | Julius von Bemberg                | deutscher Gutsbesitzer und Politiker                                                                         | 67    |       |
| 1. Juni  | J. Peter Lesley                   | US-amerikanischer Geologe                                                                                    | 83    |       |
| 1. Juni  | Carl Friedrich Wilhelm Müller     | deutscher Klassischer Philologe                                                                              | 73    |       |
| 1. Juni  | Josef Noa                         | österreich-ungarischer Schachspieler                                                                         | 46    |       |
| 2. Juni  | James E. Cobb                     | US-amerikanischer Rechtsanwalt, Richter, Offizier und Politiker                                              | 67    |       |
| 2. Juni  | Andrew Ainslie Common             | britischer Astronom                                                                                          | 61    |       |
| 2. Juni  | Ferenc Eisenhut                   | ungarischer Orientmaler und Illustrator                                                                      | 46    |       |
| 2. Juni  | Rudolf Adam von Hackelberg-Landau | österreichischer Politiker                                                                                   | 75    |       |
| 3. Juni  | Leopold Gegenbauer                | österreichischer Mathematiker                                                                                | 54    |       |
| 5. Juni  | Bernhard Degener                  | Bürgermeister von Bocholt                                                                                    | 73    |       |
| 6. Juni  | Hermann von Müllenheim-Rechberg   | deutscher Landeshistoriker des Elsass                                                                        | 58    |       |
| 6. Juni  | Conrad von Preysing               | deutscher Adliger und Politiker (Zentrum), MdR, Großkanzler des St. Georg-Ritterordens                       | 60    |       |
| 6. Juni  | Johannes Rath                     | deutscher lutherischer Theologe und Missionar in Südwestafrika                                               | 87    |       |
| 7. Juni  | William Parker Caldwell           | US-amerikanischer Politiker                                                                                  | 70    |       |
| 7. Juni  | Josef Eberle                      | deutscher Bildhauer                                                                                          | 64    |       |
| 8. Juni  | George H. Durand                  | US-amerikanischer Jurist und Politiker                                                                       | 65    |       |
| 8. Juni  | Georg Schmitgen                   | deutscher Landschaftsmaler                                                                                   | 47    |       |
| 8. Juni  | Joseph Warmuth                    | deutscher Landwirt und Politiker, MdR                                                                        | 69    |       |
| 9. Juni  | Gaspar Núñez de Arce              | spanischer Schriftsteller, Journalist und Politiker                                                          | 68    |       |
| 10. Juni | Luigi Cremona                     | italienischer Mathematiker, Statiker (Cremonaplan) und Politiker                                             | 72    |       |
| 10. Juni | Max Fränkel                       | deutscher Klassischer Philologe, Epigraphiker und Bibliothekar                                               | 57    |       |
| 10. Juni | Carl Wilhelm Luther               | estländischer Ingenieur und Industrieller                                                                    | 43    |       |
| 10. Juni | Joshua G. Newbold                 | US-amerikanischer Politiker                                                                                  | 73    |       |
| 11. Juni | Nikolai Wassiljewitsch Bugajew    | russischer Mathematiker                                                                                      | 65    |       |
| 11. Juni | Julius Duboc                      | deutscher Schriftsteller und Philosoph                                                                       | 73    |       |
| 11. Juni | Hermann Freuler                   | Schweizer Politiker                                                                                          | 62    |       |
| 11. Juni | Gijsbert Hendrik Lamers           | niederländischer reformierter Theologe                                                                       | 68    |       |
| 11. Juni | Francis Marion Martin             | US-amerikanischer Politiker                                                                                  | 73    |       |
| 11. Juni | Draga Mašin                       | durch Heirat Königin von Serbien                                                                             | 35    |       |
| 11. Juni | Rudolf Neumayr                    | österreichischer Architekt                                                                                   | 58    |       |
| 11. Juni | Aleksandar Obrenović              | König von Serbien (1893–1903)                                                                                | 26    |       |
| 11. Juni | Friedrich Wagner                  | deutscher Lehrer und Historiker                                                                              | 57    |       |
| 12. Juni | Wilhelm André                     | deutscher Jurist und Politiker, Oberbürgermeister von Chemnitz (1874–1896)                                   | 75    |       |
| 12. Juni | Julius Hensel                     | deutscher Mediziner, Chemiker und Apotheker                                                                  | 69    |       |
| 12. Juni | Alexander McDowell McCook         | US-amerikanischer Generalmajor                                                                               | 74    |       |
| 12. Juni | Jakob Stürzinger                  | Schweizer Romanist und Mediävist                                                                             | 49    |       |
| 13. Juni | Adolf Achenbach                   | deutscher Beamter und Berghauptmann                                                                          | 78    |       |
| 13. Juni | Claude Loraine-Barrow             | britischer Automobilrennfahrer                                                                               | 32    |       |
| 13. Juni | John F. McKinney                  | US-amerikanischer Politiker                                                                                  | 76    |       |
| 13. Juni | Hermann von Seeger                | deutscher Jurist und Hochschullehrer                                                                         | 73    |       |
| 14. Juni | Carl Gegenbaur                    | deutscher Arzt, Zoologe und Evolutionsbiologe                                                                | 76    |       |
| 14. Juni | Franz Seidel                      | deutscher Landschaftsmaler                                                                                   | 85    |       |
| 15. Juni | Carl Arvid von Klingspor          | schwedischer Offizier, Heraldiker und Genealoge                                                              | 74    |       |
| 15. Juni | Karl Konrad Müller                | deutscher Klassischer Philologe und Bibliothekar                                                             | 48    |       |
| 17. Juni | Margaret Bullock                  | neuseeländische Feministin, Suffragette, Autorin, Journalistin und Sozialreformerin                          | 58    |       |
| 17. Juni | Marie-Joseph Cassant              | französischer Trappist, der 2004 von der Katholischen Kirche seliggesprochen wurde                           | 25    |       |
| 17. Juni | Rudolph von Gaffron               | k.u.k. Offizier und Rittergutsbesitzer                                                                       | 82    |       |
| 18. Juni | Gustav Lothholz                   | deutscher klassischer Philologe und Gymnasialdirektor                                                        | 80    |       |
| 19. Juni | Urbain Bouriant                   | französischer Ägyptologe, Archäologe, Direktor des Institut français d’archéologie orientale du Caire (IFAO) | 54    |       |
| 19. Juni | Carl Gussenbauer                  | österreichischer Chirurg                                                                                     | 60    |       |
| 19. Juni | Herbert Vaughan                   | englischer katholischer Theologe und Kardinal                                                                | 71    |       |
| 20. Juni | Gaspare Stanislao Ferrari         | italienischer Mathematiker, Astronom und Jesuit                                                              | 68    |       |
| 21. Juni | Heinrich Martins                  | deutscher Kommunalpolitiker                                                                                  | 74    |       |
| 21. Juni | Kurt von Willich                  | deutscher Gutsbesitzer und Verwaltungsjurist                                                                 | 42    |       |
| 23. Juni | Ludwig Franzius                   | deutscher Wasserbauingenieur und Baudirektor für die Weserkorrektion                                         | 71    |       |
| 23. Juni | Albert Gröning                    | deutscher Politiker, MdBB, Bremer Senator und Bürgermeister                                                  | 64    |       |
| 23. Juni | Giovanni Mestica                  | italienischer Politiker, Romanist und Italianist                                                             | 71    |       |
| 23. Juni | Joseph Wolff                      | deutscher Konzert- und Opernsänger (Tenor)                                                                   | 62    |       |
| 24. Juni | Marius Hedemann                   | dänischer Offizier                                                                                           | 67    |       |
| 24. Juni | Salvatore Valenti                 | italienischer Bildhauer                                                                                      | 68    |       |
| 25. Juni | Wilhelm Popp                      | deutscher Flötist und Komponist                                                                              | 75    |       |
| 27. Juni | Hugo Senfft von Pilsach           | königlich-sächsischer General der Kavallerie                                                                 | 82    |       |
| 28. Juni | Hans Breymann                     | deutscher Architekt                                                                                          | 53    |       |
| 29. Juni | Taki Rentarō                      | japanischer Komponist                                                                                        | 23    |       |
| 30. Juni | Thomas J. Clunie                  | US-amerikanischer Politiker                                                                                  | 51    |       |